# Ларсен, Эмиль (футболист)
Эмиль Ларсен (дат. Emil Larsen; род. 22 июня 1991, Копенгаген) — датский футболист, игравший на позиции левого вингера. В настоящее время работает ассистентом главного тренера молодёжной команды в клубе «АБ Гладсаксе».

## Клубная карьера
В первом для себя профессиональном сезоне, Ларсен находился в приоритете у главного тренера «Люнгбю», Нильса Фредериксена. За время игры за «викингов» к Эмилю проявляли интерес не только датские клубы, но и заграничные, особенно учитывая, что контракт с клубом истекал в 2011 году.
В сезоне 2009/10 в первом дивизионе Дании стал лучшим бомбардиром своего клуба и помог клубу выйти в Суперлигу.
9 июля 2012 года подписал четырёхлетний контракт с «Оденсе».
22 января 2016 года перешёл в американский клуб «Коламбус Крю». Однако, 10 июля того же года вернулся в Данию и подписал контракт с «Люнгбю».

## Карьера за сборную
Дебют за национальную сборную Дании состоялся 14 ноября 2012 года в товарищеском матче против сборной Турции (1:1). Всего Ларсен провёл за сборную 5 матчей.
В составе олимпийской сборной Дании сыграл три матча на летних Олимпийских играх 2016 года в Рио-де-Жанейро.

## Статистика

### Матчи Ларсена за сборную Дании
| Матчи Ларсена за сборную Дании | Матчи Ларсена за сборную Дании | Матчи Ларсена за сборную Дании | Матчи Ларсена за сборную Дании | Матчи Ларсена за сборную Дании | Матчи Ларсена за сборную Дании |
| ------------------------------ | ------------------------------ | ------------------------------ | ------------------------------ | ------------------------------ | ------------------------------ |
| №                              | Дата                           | Соперник                       | Счёт                           | Голы Ларсена                   | Соревнование                   |
| 1                              | 14 ноября 2012                 | Турция                         | 1:1                            | —                              | Товарищеский матч              |
| 2                              | 11 октября 2013                | Италия                         | 2:2                            | —                              | Чемпионат мира 2014 (отбор)    |
| 3                              | 15 октября 2013                | Мальта                         | 6:0                            | —                              | Чемпионат мира 2014 (отбор)    |
| 4                              | 15 ноября 2013                 | Норвегия                       | 2:1                            | —                              | Товарищеский матч              |
| 5                              | 5 марта 2014                   | Англия                         | 0:1                            | —                              | Товарищеский матч              |

Итого: 5 матчей / 0 голов; 2 победы, 2 ничьи, 1 поражение.